# Fisher (DJ)
Paul Nicholas Fisher (Gold Coast, Queensland; 5 de noviembre de 1985), conocido simplemente como FISHER (estilizado en mayúsculas), es un DJ, remezclador y productor discográfico australiano de música electrónica. Ha sido nominado a varios premios, incluidos ARIA Music Awards, Grammy Awards y ocupó el puesto número 8 en el top 100 DJ Mag en 2024.

## Carrera
Fisher era uno de los componentes del dúo Cut Snake. El grupo fue formado por Leigh Sedley. Comenzaron pinchando juntos mientras viajaban realizando el circuito profesional de surf.
Posteriormente, Fisher, comenzó a pinchar sólo, y lo hizo bajo el nombre de FISHER.  En junio de 2017, Fisher lanzó su tema debut, denominado "Ya Kidding", y después lanzó el EP "Oi Oi" en noviembre de 2017.
En julio de 2018, Fisher lanzó "Losing It", el cual logró ser el número #1 en la lista del ARIA Club Tracks y estuvo dentro de los 50 primeros en listas de distintos países. "Losing It" fue nominado para los Grammy 2019 dentro de las candidatas a la "Mejor Grabación Dance".

## Discografía

### Singles
| Título              | Año  | Posiciones en listas | Posiciones en listas | Posiciones en listas |
| Título              | Año  | AUS                  | BEL (FL)             | Reino Unido          |
| ------------------- | ---- | -------------------- | -------------------- | -------------------- |
| "Ya Kidding"        | 2017 | —                    | —                    | —                    |
| "Oi Oi"             | 2017 | —                    | —                    | —                    |
| "Crowd Control"     | 2018 | —                    | —                    | —                    |
| "Losing It"         | 2018 | 35                   | 26                   | 60                   |
| "You Little Beauty" | 2019 | 41                   | 1                    | 78                   |
| "Freaks"            | 2020 |                      |                      |                      |
| "Wanna Go Dancin"   | 2020 |                      |                      |                      |

## Ranking DJmag
| DJ     | 2019 | 2020 |
| ------ | ---- | ---- |
| FISHER | 63°  | 76°  |